# Philadelphia 76ers
Philadelphia 76ers este un club american de baschet cu sediul în Philadelphia, Pennsylvania. Ei joacă în Divizia Atlantic din Conferința de Est a National Basketball Association (NBA). În trecut cunoscuți ca Syracuse Nationals sunt una dintre cele mai vechi francize din NBA. După ce s-a mutat în Philadelphia, a fost organizat un concurs pentru alegerea noului nume. Numele câștigător, ales de către Walter Stalberg, a fost „76ers”, după 1776, anul în care Declarația de Independență a fost semnată în Philadelphia.
Sixers au câștigat trei titluri de campioană NBA, primul venind sub numele anterior, Syracuse Nationals, în 1955. Al doilea titlu a venit în 1967, o echipă condusă de Wilt Chamberlain. Al treilea titlu a venit în 1983, câștigat de o echipă condusă de Julius Erving și Moses Malone. De atunci, 76ers au mai ajuns doar o singură dată în finala NBA: în 2001, unde au fost conduși de Allen Iverson și au pierdut în fața Los Angeles Lakers în cinci partide.